# Scolopostoma darwinensis
Scolopostoma darwinensis is een vlokreeftensoort uit de familie van de Lysianassidae. De wetenschappelijke naam van de soort is voor het eerst geldig gepubliceerd in 2012 door Lowry & Stoddart.